# There's Nothing but Space, Man!
There's Nothing but Space, Man! è il primo album in studio del cantautore britannico Sam Ryder, pubblicato il 9 dicembre 2022.

## Tracce
1. Deep Blue Doubt – 3:55
2. Space Man – 3:37
3. Somebody – 3:19
4. Tiny Riot – 3:24
5. All the Way Over – 3:08
6. OK – 2:57
7. Put a Light on Me – 3:05
8. Whirlwind – 3:28
9. Ten Tons – 3:39
10. More – 3:48
11. Crashing Down – 3:11
12. This Time – 3:08
13. Lost in You – 3:11
14. Living Without You (con Sigala e David Guetta) – 3:04

## Successo commerciale
There's Nothing But Space, Man è entrato direttamente in vetta alla Official Singles Chart britannica con 24 847 unità vendute nella sua prima settimana di disponibilità, composte da 15 921 CD, 2 651 vinili, 1 414 cassette, 3 052 download digitali e 1 809 unità risultanti dalle riproduzioni in streaming delle singole tracce.

## Classifiche
| Classifica (2022) | Posizione massima |
| ----------------- | ----------------- |
| Regno Unito       | 1                 |
| Svizzera          | 65                |